# Гвозденович, Бранимир
Бранимир Гвозденович (серб. Бранимир Гвозденовић; родился в 1961 году) — черногорский сербский политик, занимавший должности вице-премьера Черногории, а также министра экономического развития, министра территориального планирования и окружающей среды и министра устойчивого развития и туризма в нескольких правительствах под руководством ДПС в период с 1990-х по 2016 год. Занимал должность заместителя спикера парламента Черногории с 2016 по 2020 год. Высокопоставленный член Демократической партии социалистов Черногории, которая управляла страной с 1990 года до парламентских выборов 2020 года.

## Биография
Родился в 1961 году в Баре. Трижды занимал пост вице-премьера, начиная с 2003 года в составе кабинета премьер-министра Филипа Вуяновича и затем при премьер-министре Мило Джукановиче. 29 февраля 2008 года Гвозденович был назначен министром экономического развития. Занимал этот пост до 9 июня 2009 года, когда был назначен министром территориального планирования и окружающей среды. В 2010 году Гвозденович стал политическим директором правящей Демократической партии социалистов, эту должность он занимал до 4 декабря 2012 года, когда был назначен министром устойчивого развития и туризма.

## Личная жизнь
Гвозденович получил диплом инженера-электрика в Университете Подгорицы. Женат на Марияне, у них двое детей: Марко и Мария. Племянник — канадский теннисист Милош Раонич.